# بیولا بیچ (اوهایو)
بیولا بیچ (به انگلیسی: Beulah Beach) یک منطقهٔ مسکونی در ایالات متحده آمریکا است که در اوهایو واقع شده‌است. بیولا بیچ ۰٫۱۲ کیلومتر مربع مساحت و ۵۳ نفر جمعیت دارد و ۱۸۴٫۴۱ متر بالاتر از سطح دریا واقع شده‌است.